# Салыков, Максут Амирович
Максут Амирович Салыков (21 мая 1927, ныне Уланский район Восточно-Казахстанской области — 25 августа 1977, Джамбул) — казахский советский театральный актёр, заслуженный артист Казахской ССР (1966).

## Биография
В 1952 году окончил Алма-Атинское театральное училище.
В 1952—1956 годах работал в труппе Семипалатинского областного драматического театра имени Абая, с 1957 года и до конца жизни работал в Джамбулском областном казахском театре драмы.
Среди наиболее известных ролей, исполненных Максутом Амировичем на театральной сцене: Кодар, фон Эберман, Мирошкин («Козы Корпеш – Баян сулу», «Амангельды» и «Солдат из Казахстана» по Г. М. Мусрепову), Базаралы, Казан, Котибар («Абай», «Каракипчак Кобланды» и «Айман Шолпан» М. О. Ауэзова), Малик («Приятели» А. Тажибаева), Тагдыр («Неизвестный герой» А. Абишева), Таласбай («Тоты — Тамилла» Ш. Хусаинова), Хасен («Ох, эти девушки» К. Байсеитова и К. Т. Шангитбаева), Забелин («Кремлёвские куранты» Н. Ф. Погодина), Городничий («Ревизор» Н. В. Гоголя).